# Cristovão Tezza

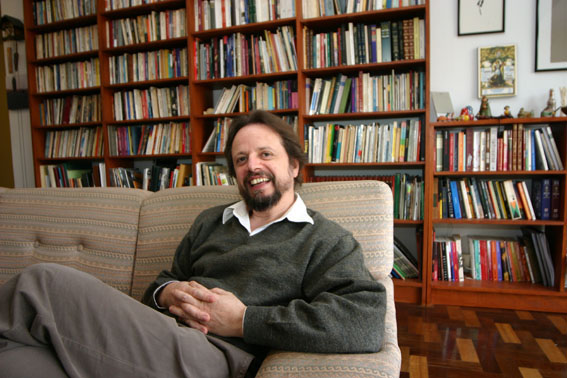
Cristovão Tezza (2013)

Cristovão Tezza (ur. 1952 w Legas, Santa Catarina) - jeden z najwybitniejszych współczesnych pisarzy brazylijskich. 
Jako młody człowiek wstąpił do marynarki, gdyż pragnął pójść w ślady Josepha Conrada, który napisał znaczną część swojej twórczości podróżując statkiem po świecie. Jednak po pewnym czasie Cristovão zrezygnował z tego przedsięwzięcia, włączając się w ruch hippisowski. Chęć podróżowania nie minęła, dlatego spakował plecak i udał się na włóczęgę po krajach Europy, gdzie poszukiwał tematów, o których mógłby pisać. Tezza ma na swoim koncie również doświadczenia związane z teatrem, gdzie pracował jako aktor, scenarzysta oraz autor sztuk teatralnych. Już jako młody człowiek przejawiał talent pisarski oraz zamiłowanie do sztuk pięknych, a gdy udało mu się opublikować pierwszą książkę, natychmiast pojawiły się nowe propozycje współpracy. 
Autor nie wyobraża sobie życia pozbawionego pisania – to dla niego rytuał, narzędzie obserwacji świata. Pisze po to, żeby dyskutować z życiem. Interesuje go człowiek w przełomowym momencie życia,  często zastawiający pułapkę na samego siebie, odgrywający role w teatrze życia, który sam reżyseruje. Postaci zamieszkujące jego powieści są napiętnowane sztuką – znajdziemy wśród nich pisarza, aktorkę, malarza, poetę-samobójcę, historyka – dlatego obserwacja ich życia, działań i mechanizmów jest doskonałym pretekstem do rozprawy nad samą sztuką i procesem jej powstawania. Tezza pokazuje, że bodźce twórczego działania mogą być skrajnie różne: od tak szlachetnych jak miłość i poszukiwanie piękna, poprzez próżność, megalomanię, do zawiści czy zwykłej chęci osiągnięcia egoistycznych celów. Często podkreśla też, że życie jest niczym obraz, który należy obserwować z dystansem, z daleka, nie zapominając jednak, że sztuka jest żywa i nie do końca zależna od woli jej twórcy. Głębokie rozważania tematów egzystencjalnych zawsze stanowią doskonałe tło dla precyzyjnie utkanej intrygi, często zabarwionej wątkami takimi jak romans, zbrodnia czy niewyjaśnione tajemnice z przeszłości bohaterów. Akcja powieści Tezzy jest zawsze wartka i zajmująca. Czasem przypomina strony scenariusza, który nie pozwala ani na chwilę oderwać się od lektury i zawsze pozostawia niedosyt oraz pragnienie sięgnięcia po kolejną książkę tego autora.
Do dziś Tezza wydał jedenaście powieści (niektóre wielokrotnie wznawiane), tomik poezji, artykuły krytycznoliterackie oraz publikacje popularnonaukowe. Niedawno ukazała się w druku również jego rozprawa doktorska, która przysporzyła mu jeszcze większego zainteresowania w środowisku akademickim oraz na rynku wydawniczym, a obecnie do druku przygotowywana jest kolejna, dwunasta powieść tego autora. Oprócz aktywności pisarskiej, pracuje na Uniwersytecie Parana w Kurytybie. Polskę odwiedził w 2001 roku. Jest żonaty i ma dwoje dzieci.